# Juncus bryoides
Juncus bryoides är en tågväxtart som beskrevs av Frederick Joseph Hermann. Juncus bryoides ingår i släktet tåg, och familjen tågväxter. Inga underarter finns listade i Catalogue of Life.